# Palla (trovatore)
Palla (fl. XII secolo) è stato un trovatore galiziano-portoghese o menestrello, originario di Santiago di Compostela, attivo alla corte di Alfonso VII di León nella metà del XII secolo.
Palla viene descritto nella documentazione contemporanea come uno iuglar. Si trovava alla corte di Alfonso a Burgos il 24 aprile del 1136 e di nuovo a Toledo il 9 dicembre del 1151. 